# 화폐정리사업
화폐정리사업(貨幣整理事業)이란 1905년부터 1909년까지 일제의 주도로 대한제국 내의 백동화와 엽전을 정리하고 상업은행인 일본 제일은행(일본어: 第一銀行 다이이치긴코[*])이 발행한 화폐로 대체한 것을 말한다. 화폐정리사업의 결과로 대한제국의 화폐에 대한 일체의 지배권은 일본 제국에 의해 금융 지배를 받게 된다.

## 배경
일본제국은 러일전쟁 이후 대한제국 정부의 화폐 발행권을 박탈했다. 이어서 일제는 일본 제일은행의 조선 지점을 통해 은행 업무 외에 세관 업무, 화폐정리업무까지 담당하여 대한제국의 금융을 장악하였다.
일제에 의해 대한제국의 재정고문으로 임명된 메가타 다네타로의 주도로 '화폐제도의 문란을 바로잡고, 인플레이션을 진정시킨다'는 명분으로 1905년 7월 1일부터 화폐정리사업이 본격적으로 실시되었다.

## 전개
일제의 주도로 실시된 화폐정리사업은 대한제국의 금융을 완전히 점령하여 침략의 기반을 굳히려는 의도로 적극적인 간섭 이래에 추진되었다. 종래의 백동화와 엽전을 정리하여 일본제일은행권의 새 화폐로 교환하여 사용하게 하였는데, 백동화를 갑·을·병 종으로 나누어 갑종은 본래 값인 2전 5리로, 을종은 1전으로 교환해주고, 병종은 교환 없이 폐기하였다.

## 결과와 영향
이에 따라 기존의 백동화 가치는 크게 폭락하였으며, 병종의 백동화를 가진 상인들은 완전히 몰락하게 되었다. 이 화폐정리사업으로 일본제국은 대한제국의 재정과 유통체계를 장악하였고, 조선 상인 다수가 파산하였다.
또한, 일제는 러일전쟁 이후 화폐정리사업과 시설개선을 명목으로 대한제국 정부에 차관공세를 본격화 압력을 넣어 재정예속화를 심화시켰다.

## 같이 보기
- 고문정치
- 메가타 다네타로

## 참고 자료
- 금성교과서 《근현대사》